# Helota gemmata
Helota gemmata là một loài bọ cánh cứng trong họ Helotidae. Loài này được Gorham miêu tả khoa học năm 1874.